# دوري اسطنبول لكرة القدم 1936–37
دوري اسطنبول لكرة القدم 1936–37 (بالتركية: 1936-37 İstanbul Futbol Ligi)‏ هو موسم من دوري اسطنبول لكرة القدم ‏. فاز فيه نادي فناربخشه.